# Ист Милстон (Њу Џерзи)
Ист Милстон (енгл. East Millstone) насељено је место без административног статуса у америчкој савезној држави Њу Џерзи.

## Демографија
По попису из 2010. године број становника је 579.
| Група             | 2000.    | 2010.       |
| Белци             | 0 (0,0%) | 441 (76,2%) |
| Афроамериканци    | 0 (0,0%) | 61 (10,5%)  |
| Азијати           | 0 (0,0%) | 45 (7,8%)   |
| Хиспаноамериканци | 0 (0,0%) | 17 (2,9%)   |
| Укупно            | 0        | 579         |